# Droit international coutumier

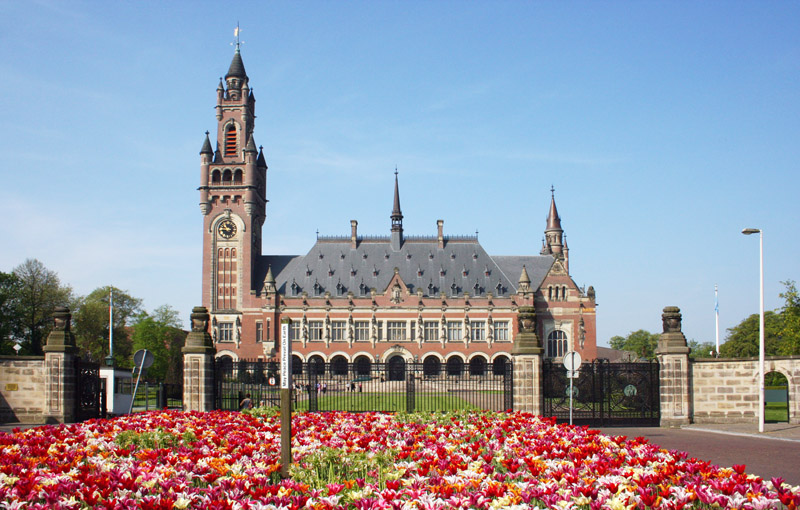
Palais de la Paix Vredespaleis

Le droit international coutumier correspond aux différentes coutumes du droit international. À la différence d'un principe universel de jus cogens, c'est la pratique qui détermine qu'une règle est qualifiée de « coutumière » car elle doit pour cela refléter une pratique étatique étendue, représentative et pratiquement uniforme et acceptée comme étant le droit. Le droit international coutumier est reconnu comme l'une des sources du droit international ainsi que par le statut de la Cour internationale de justice, dont l'article 38 dispose que :

« 1. La Cour, dont la mission est de régler conformément au droit international les différends qui lui sont soumis, applique :

a. les conventions internationales, soit générales, soit spéciales, établissant des règles expressément reconnues par les États en litige ;

b. la coutume internationale comme preuve d'une pratique générale acceptée comme étant le droit ;

c. les principes généraux de droit reconnus par les nations civilisées ;

d. sous réserve de la disposition de l'Article 59, les décisions judiciaires et la doctrine des publicistes les plus qualifiés des différentes nations, comme moyen auxiliaire de détermination des règles de droit.

2. La présente disposition ne porte pas atteinte à la faculté pour la Cour, si les parties sont d'accord, de statuer ex aequo et bono. »

Contrairement au droit des traités, le droit international coutumier n’est pas écrit. Pour prouver qu’une norme relève du droit coutumier, il faut démontrer qu’elle reflète la pratique des États et qu’il existe, au sein de la communauté internationale, la conviction qu’une telle pratique est requise par le droit. Dans ce contexte, « pratique » se réfère à la pratique officielle des États, à savoir à leurs déclarations formelles. Une pratique contraire de la part de certains États est possible, car si cette pratique contraire est condamnée par d’autres États ou rejetée par le gouvernement lui-même, la norme originale est en fait confirmée.

## Le droit international humanitaire coutumier
Le droit international humanitaire coutumier vient compléter la protection prévue par le droit conventionnel international humanitaire dans les situations de conflit armé. Le droit international conventionnel ne lie que les États qui sont parties à un traité particulier ; le droit international coutumier, lie tous les États. Tandis que certains traités du droit international humanitaire, tels que les Conventions de Genève de 1949, sont aujourd'hui universellement ratifiés, ce n'est pas le cas pour tous les traités. Le droit international humanitaire coutumier peut donc être utilisé pour combler les lacunes dans la protection qu'apporte le droit international humanitaire aux victimes de la guerre.